# René Legrand (architecte)

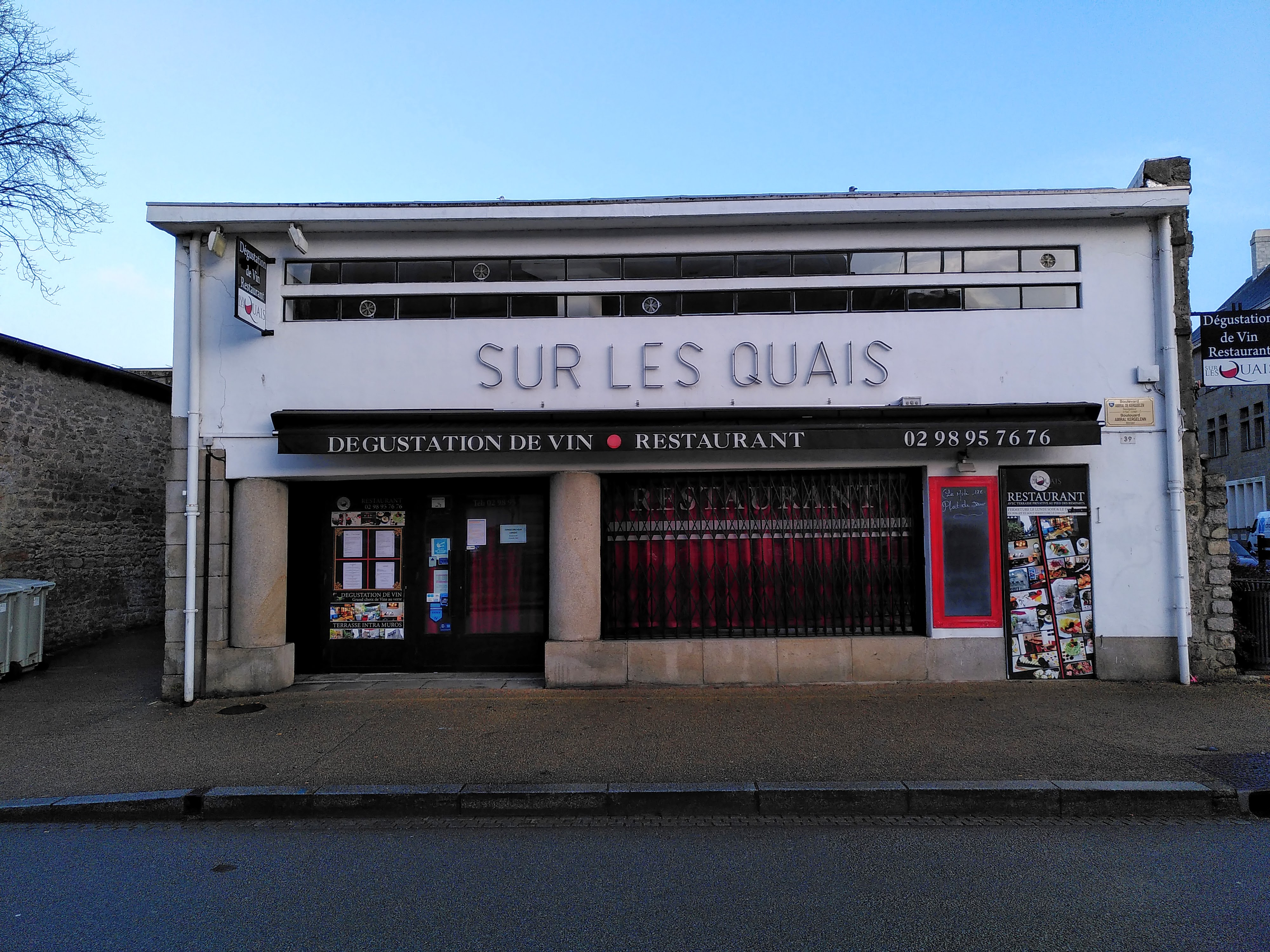
Magasin de commerce " Dibab "

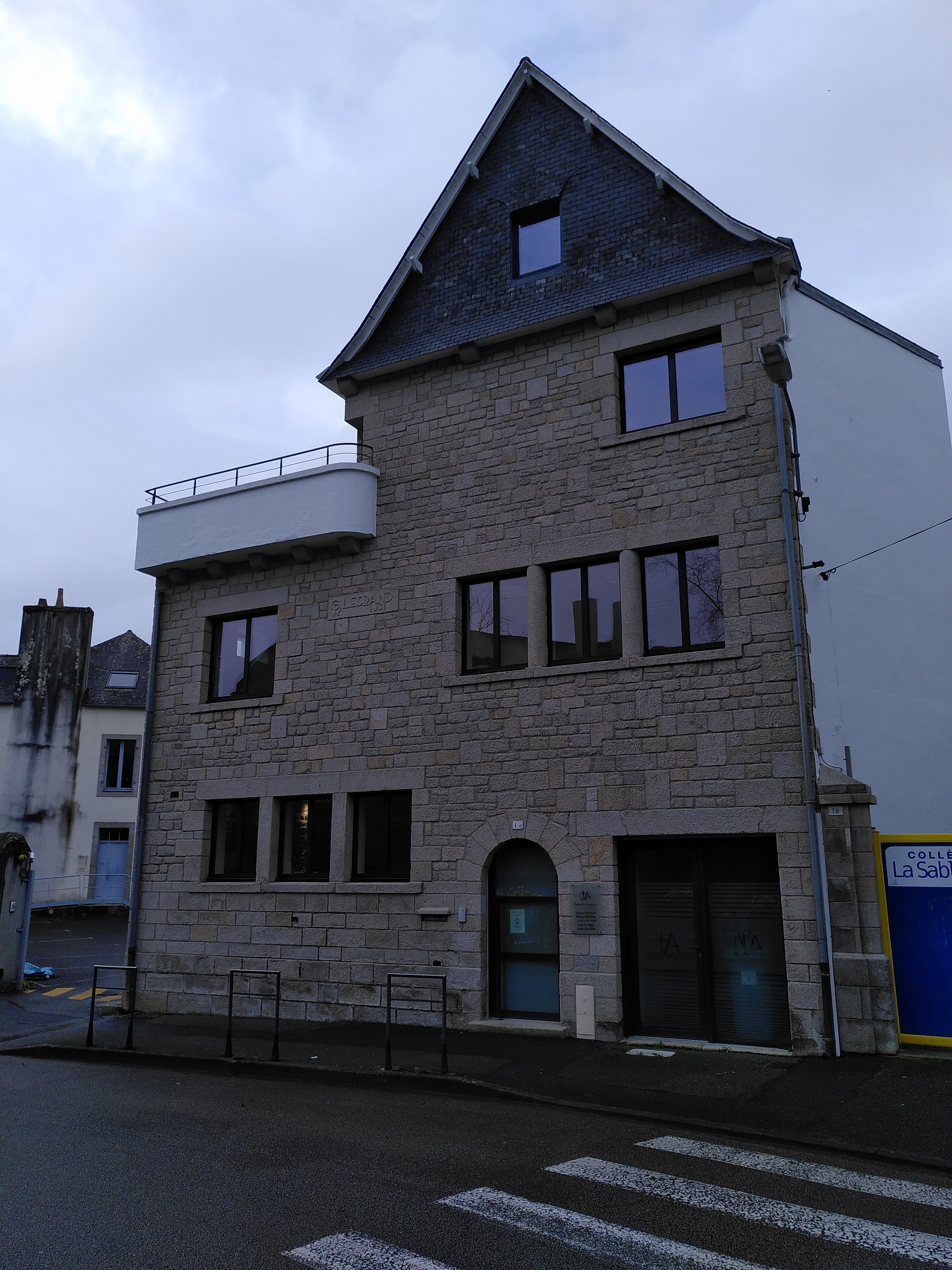
Maison et cabinet d’architectes

René Legrand, né dans le 10e arrondissement de Paris le 29 novembre 1890 et décédé à Brest le 28 juillet 1984, est un architecte de Quimper.

## Biographie
Il commence ses études à l’école spéciale d'architecture, élève de Gabriel Héraud à partir de 1911. Après la première guerre mondiale ou il est décoré de la Croix de Guerre, il reprend ses études, il est diplômé en 1923.
En 1927, il s’associe à Jacques Lachaud dans un cabinet d’architectes situé à Quimper. Ils travaillent ensemble jusqu’en 1960. Legrand et Lachaud sont très impliqués dans l’architecture régionaliste bretonne.
Il est architecte des Monuments historiques pour les arrondissements de Quimper et Quimperlé de 1930 à 1949, architecte du département du Finistère de 1941 à 1945 et architecte des bâtiments de France jusqu’en 1960.

## Réalisations
Il est architecte de la Banque de France à Quimper; il réalise le phare de l'île de Sein, la station météorologique de Rostrenen, une école à Audierne, des logements collectifs ou individuels en Cornouaille et dans le Morbihan.
- 1930  Maison Mérop, 4 venelle de Kergos Quimper (avec J Lachaud)[4]
- 1930 Magasin " Dibab " 39 boulevard Amiral-de-Kerguélen Quimper label patrimoine du XXe siècle [5]
- 1936 Maison Forget, 5 rue Valentin à Quimper (avec J Lachaud)[6]
- 1931 Maison et cabinet d’architectes, 20 rue du Couëdic Quimper[7]
- 1936-1967 chapelle Saint-Guénolé,Beg Meil (avec J Lachaud)[8]
- 1937 Chapelle Sainte Bernadette, 3 Rue Bertrand de Rosmadec à Quimper (avec J Lachaud)[9]
- 1938 Auberge  La belle étoile, au Cabellou à Concarneau (avec J Lachaud)[10]